# Hamataliwa quadrimaculata
Hamataliwa quadrimaculata là một loài nhện trong họ Oxyopidae.
Loài này thuộc chi Hamataliwa. Hamataliwa quadrimaculata được Cândido Firmino de Mello-Leitão miêu tả năm 1929.